# 高木正次
高木 正次（たかぎ まさつぐ）は、安土桃山時代から江戸時代前期にかけての武将・大名。河内国丹南藩初代藩主。官位は従五位下・主水正。

## 略歴
『寛政重修諸家譜』によると、高木清秀の三男として尾張国緒川にて誕生した。母は水野元氏の娘。幼名は善次郎。正室は大久保忠佐の養女。
天正10年（1582年）より徳川家に仕え、天正12年（1584年）の小牧・長久手の戦いや天正18年（1590年）の小田原征伐に参陣して武功を挙げた。文禄・慶長の役にも参陣している。文禄3年（1594年）、家督を継いで5000石を領する。慶長5年（1600年）の第二次上田合戦に従軍し、その功績により慶長7年（1602年）に2000石を加増された。
慶長12年（1607年）に大番頭に任じられる。慶長19年（1614年）、大坂冬の陣では江戸城の守備を務め、翌年の大坂夏の陣では大坂に出陣して戦功を挙げた。これにより元和3年（1617年）、近江国にて2000石を加増された。元和9年（1623年）には大坂定番となって1000石を加増され、領地も河内丹南に移されて、合計1万石の大名として丹南に陣屋を構えて藩主となった。
寛永7年（1630年）11月晦日、68歳で死去した。法号は智光院。『寛政重修諸家譜』には、領内の菩提寺である来迎寺（大阪府松原市）の墓所に葬られたとあるが、妙源寺（愛知県岡崎市）にも墓所が存在する。跡を長男の正成が継いだ。